# Kanton Pont-de-Vaux
Der Kanton Pont-de-Vaux war bis 2015 ein französischer Wahlkreis im Arrondissement Bourg-en-Bresse, im Département Ain und in der Region Rhône-Alpes. Er umfasste zwölf Gemeinden im Arrondissement Bourg-en-Bresse, sein Hauptort (frz.: chef-lieu) war Pont-de-Vaux.

## Gemeinden
| Gemeinde                    | Einwohner Jahr | Fläche km² | Bevölkerungsdichte | Code INSEE | Postleitzahl |
| --------------------------- | -------------- | ---------- | ------------------ | ---------- | ------------ |
| Arbigny                     | 427 (2013)     | 17,5       | 24 Einw./km²       | 01016      | 01190        |
| Boissey                     | 314 (2013)     | 9,1        | 35 Einw./km²       | 01050      | 01190        |
| Boz                         | 508 (2013)     | 7,4        | 69 Einw./km²       | 01057      | 01190        |
| Chavannes-sur-Reyssouze     | 732 (2013)     | 16,6       | 44 Einw./km²       | 01094      | 01190        |
| Chevroux                    | 944 (2013)     | 17,2       | 55 Einw./km²       | 01102      | 01190        |
| Gorrevod                    | 829 (2013)     | 6,9        | 120 Einw./km²      | 01175      | 01190        |
| Ozan                        | 649 (2013)     | 6,6        | 98 Einw./km²       | 01284      | 01190        |
| Pont-de-Vaux                | 2276 (2013)    | 7,5        | 303 Einw./km²      | 01305      | 01190        |
| Reyssouze                   | 979 (2013)     | 9,5        | 103 Einw./km²      | 01323      | 01190        |
| Saint-Bénigne               | 1226 (2013)    | 16,5       | 74 Einw./km²       | 01337      | 01190        |
| Saint-Étienne-sur-Reyssouze | 555 (2013)     | 13,8       | 40 Einw./km²       | 01352      | 01190        |
| Sermoyer                    | 675 (2013)     | 16,7       | 40 Einw./km²       | 01402      | 01190        |

## Politik
| Vertreter im conseil général des Départements | Vertreter im conseil général des Départements | Vertreter im conseil général des Départements |
| Amtszeit                                      | Name                                          | Partei                                        |
| --------------------------------------------- | --------------------------------------------- | --------------------------------------------- |
| 2001–2008                                     | Henri Guillermin                              | RPR                                           |
| 2008–2015                                     | Henri Guillermin                              | UMP                                           |